# 北沢敬二郎
北澤 敬二郎（きたざわけいじろう、1889年（明治22年）5月28日 - 1970年（昭和45年）10月25日）昭和期の実業家。住友本社常務理事、大丸社長を務めた。

## 来歴・人物
山形県米沢市出身。米沢尋常中学興譲館（現・山形県立米沢興譲館高等学校）、一高を経て、1914年に東京帝国大学法科大学を卒業後、住友総本店に入社。アメリカ・プリンストン大学への留学を経て、住友電線支配人、住友倉庫専務、住友生命保険専務を歴任。1931年に住友本社常務理事となる。しかし、敗戦後の1946年に財閥解体で理事を辞任。翌1947年には公職追放の憂き目に遭った。
その後大丸の顧問となり、副社長を経て、1950年に里見純吉社長からの要請を受け、第3代社長に就任。1954年に東京・八重洲に東京店を出店し、京阪神三店舗の増築、香港、タイなどの海外出店するなど売上高世界一のデパートへ成長させた。1964年に会長に退く。
関西経済連合会設立に尽力したほか、毎日放送、新大阪ホテル（現・リーガロイヤルホテル）などの取締役、関西学院・大阪女子学園各理事、懐徳堂記念会理事長、大阪日米協会会長をそれぞれ務めた。
1970年10月25日、81歳で死去。

## 家族・親族
娘は伊藤忠商事及び丸紅の創業者一族・伊藤和一（元丸紅副社長・伊藤太一郎の長男）に嫁いだ。伊藤太一郎の長女（和一の妹）はあみだ池大黒の元社長・小林大一郎に嫁ぎ、その長男で現会長・小林隆太郎の妻はサントリーの創業者である鳥井信治郎の兄・鳥井喜蔵の孫娘。鳥井信治郎の長男・鳥井吉太郎の妻は阪急阪神東宝グループ創業者・小林一三の次女春子で（兄には阪急電鉄元社長の小林米三、東宝元社長の松岡辰郎がいる。
北沢家は伊藤家・小林家・鳥井家を通して阪急東宝の小林一族の縁戚となったほか、鳥井家の外戚である弘世家や久邇家を通して天皇家と縁戚になった。伊藤太一郎の次女（和一のもう一人の妹）は東邦生命保険創業者一族で科研製薬元会長の太田幹二（6代目太田清蔵の弟で、太田誠一の父方従兄弟）に嫁いでおり、また太田誠一の母方従兄弟は福田赳夫元首相の長男・福田康夫に嫁いだ。また伊藤家は橋本龍太郎や麻生太郎や吉田茂（麻生の祖父）といった首相経験者と縁戚関係にあるので、北沢は天皇家と二重閨閥の関係にある。

## 著書
- 北沢敬二郎、久保田豊、窪田空穂、東山千栄子『私の履歴書』日本経済新聞社〈第27集〉、1966年。
  - 鮎川義介、松田恒次、北沢敬二郎、久保田豊『私の履歴書』日本経済新聞社〈経済人 9〉、1980年10月。ISBN 978-4532030599。
    - 鮎川義介、松田恒次、北沢敬二郎、久保田豊『私の履歴書』日本経済新聞社〈経済人 9 復刻版〉、2004年6月。

## 追悼録
- 大丸 編『北澤敬二郎氏を偲ぶ』大丸、1971年10月。